# HIV Drug Resistance Database
HIV Drug Resistance Database, også kendt som Stanford HIV RT and Protease Sequence Database, er en database på Stanford University, der sporer 93 fælles mutationer af HIV. Den er blevet rekompileret i 2008 med 93 fælles mutationer, efter den første mutationssamling i 2007 på 80 mutationer. Den nyeste liste benytter data fra andre laboratorier i Europa, Canada og USA, herunder mere end 15.000 sekvenser fra ubehandlede individer.